# James Mourant Du Port
James Mourant Du Port (14 avril 1832 – 21 février 1899) est un chanoine et mycologue anglais, né à Saint Pierre Port (Guernesey), 

## Biographie
Il fait ses études à Elizabeth College et obtient une bourse d'études pour le Gonville and Caius College de Cambridge où il obtient son baccalauréat en 1852 et enseigne, avec le titre de Maître de conférence en hébreu, de 1855 à 1862, jusqu'à sa nomination de vicaire de Mattishall (Norfolk). Il y reste jusqu'en 1884, date à laquelle il est nommé recteur de Denver (Norfolk), jusqu'à sa mort le 21 février 1899.
Une notice nécrologique parue dans le bulletin de la British Mycological Society déclare qu'il « s'intéressait vivement aux sciences naturelles, son plus grand plaisir étant l'étude de la botanique dont il possédait de bonnes connaissances pratiques. » 
Il était surtout connu en tant que "fongologue" (mycologue) et a participé pendant de nombreuses années aux excursions mycologiques du Woolhope Club dont il était membre honoraire.
Le chanoine Du Port, recteur de la paroisse de Denver en Grande-Bretagne, francophone et francophile, participait aux sessions de la Société mycologique de France, dont Quélet était président. Plusieurs espèces lui ont été dédiées :
- Pestalozzia
- Xanthochrous
- Russula Du Portii, qui figure à la planche 1042 des " illustrations" de Cooke.

De nombreux amis affligés ont assisté à ses funérailles, parmi lesquels les évêques de Norwich et Thetford et le président de la Norwich Society, le Dr C. B. Plowright, également son médecin traitant.

## Sélection de publications
- The Fungoid Diseases of Cereals, Transactions of the Norfolk and Norwich Naturalists Society Vol. 3, p. 194
- Notes on some of the Rarer Fungi found in or near Mattishall in 1880, Transactions - Norfolk and Norwich Naturalists' Society, Volume 3 p. 199-203[1]
- "On some species of Tricholoma  not easily distinguished,"  Wool. Trans., 1883.
- "6th the colours of the fungi as indicated by the Latin words used by Fries," Ib., p.113.
- "The unexpected   appearance of two species of fungi in a field quite  recently under cultivation," Ib. 1890, p.122.
- "On a remarkable  appearance of  fungi," Ib. 1893, p. 558.